# Saut à ski aux championnats du monde de ski nordique 1937
Pour un article plus général, voir Championnats du monde de ski nordique 1937.
L'épreuve du saut à ski des championnats du monde de ski nordique 1937 s'est déroulée à Chamonix (France) le 14 février. 39  concurrents représentant 11 nations prirent part  à  l'épreuve. 

## Palmarès
| Date            | Lieu     | Course     | Or          | Argent          | Bronze       |
| --------------- | -------- | ---------- | ----------- | --------------- | ------------ |
| 14 février 1937 | Chamonix | Saut à ski | Birger Ruud | Reidar Andersen | Sigurd Solid |

## Classement final
| Rang   | Athlète            | Mesures des sauts | Points totaux |
| ------ | ------------------ | ----------------- | ------------- |
| Or     | Birger Ruud        | 60,5 m / 65,5 m   | 233,8         |
| Argent | Reidar Andersen    | 60,0 m / 65,0 m   | 231,4         |
| Bronze | Sigurd Solid       |                   | 225,7         |
| 4      | Sigurd Haanes (en) |                   | 219,5         |
| 5      | Sepp Bradl         |                   | 216,7         |
| 6      | Paul Kraus (de)    |                   | 213,9         |
| 7      | Randmod Sørensen   |                   |               |
| 8      | Marcel Reymond     |                   |               |
| 9      | Richard Bühler     |                   |               |
| 19     | Hallstein Sundet   |                   |               |

## Résumé de l'épreuve
L'épreuve a eu lieu au tremplin olympique du Mont. L'épreuve comptait trois favoris : Birger Ruud, Reidar Andersen et Sven Selånger. Blessé, Birger Ruud dut subir des piqures afin de pouvoir prendre part à la compétition. Sven Selånger termine dernier au classement car ses deux sauts sont tombés.

## Tableau des médailles
| #  | Nation  | Or | Argent | Bronze | Total |
| -- | ------- | -- | ------ | ------ | ----- |
| 1. | Norvège | 1  | 1      | 1      | 3     |